# Sonnac-sur-l’Hers
Sonnac-sur-l’Hers ist eine französische Gemeinde  mit 137 Einwohnern (Stand: 1. Januar 2022) im Département Aude in der Region Okzitanien. Sie gehört zum Kanton La Haute-Vallée de l’Aude und zum Arrondissement Limoux. 
Nachbargemeinden sind Corbières im Norden, Courtauly im Nordosten, Saint-Benoît im Osten, Chalabre im Süden, Montbel im Südwesten und Camon im Westen.

## Bevölkerungsentwicklung
| Jahr      | 1962 | 1968 | 1975 | 1982 | 1990 | 1999 | 2006 | 2017 |
| --------- | ---- | ---- | ---- | ---- | ---- | ---- | ---- | ---- |
| Einwohner | 130  | 135  | 117  | 108  | 114  | 128  | 142  | 135  |